# Società Sportiva Calcio Napoli 1964-1965
Questa voce raccoglie le informazioni riguardanti la Società Sportiva Calcio Napoli nelle competizioni ufficiali della stagione 1964-1965.

## Stagione
Sul versante societario, questa assume la denominazione Società Sportiva Calcio Napoli S.p.A., con Roberto Fiore presidente. Sul piano sportivo, onde rifondare la squadra, viene richiamato in panchina Bruno Pesaola, mentre tra i nuovi arrivi figurano Bean e le future bandiere Panzanato e Zurlini, oltre al portiere Bandoni.
La stagione del rinnovamento si conclude nel modo migliore, con gli azzurri che terminano il campionato di Serie B in seconda posizione, a una sola lunghezza dal Brescia primo in classifica, ottenendo così dopo due anni il ritorno in Serie A; tra i protagonisti della promozione, con 12 reti Cané emerge quale miglior marcatore napoletano. Buono anche il percorso in Coppa Italia, dove i partenopei eliminano in sequenza il Messina nel primo turno, la Lazio nel turno qualificatorio, il Foggia & Incedit nel secondo turno e il Palermo negli ottavi, per poi cedere il passo alla Roma nei quarti.

## Divise
Rispetto alla stagione precedente, la classica prima divisa non registrò variazioni di sorta; per contro, in questa stagione, assurse agli onori della cronaca la seconda maglia napoletana, bianca con sbarra azzurra: questa, per ragioni scaramantiche, venne utilizzata come prima divisa per gran parte dell'annata, soppiantando di fatto la canonica casacca azzurra.
| Casa | Trasferta | Portiere |

## Organigramma societario
- Presidente: Roberto Fiore
- Allenatore: Bruno Pesaola

## Rosa
| N. |                   | Ruolo | Calciatore                  |
| -- | ----------------- | ----- | --------------------------- |
|    | Italia (bandiera) | P     | Pacifico Cuman              |
|    | Italia (bandiera) | P     | Claudio Bandoni             |
|    | Italia (bandiera) | D     | Pietro Adorni               |
|    | Italia (bandiera) | D     | Salvatore Di Gaetano        |
|    | Italia (bandiera) | D     | Mauro Gatti                 |
|    | Italia (bandiera) | D     | Dolo Mistone                |
|    | Italia (bandiera) | D     | Dino Panzanato              |
|    | Italia (bandiera) | D     | Pierluigi Ronzon (capitano) |
|    | Italia (bandiera) | D     | Mario Zurlini               |
|    | Italia (bandiera) | C     | Giovanni Bolzoni            |
|    | Italia (bandiera) | C     | Flavio Emoli                |

| N. |                      | Ruolo | Calciatore          |
| -- | -------------------- | ----- | ------------------- |
|    | Italia (bandiera)    | C     | Achille Fraschini   |
|    | Italia (bandiera)    | C     | Antonio Girardo     |
|    | Italia (bandiera)    | C     | Antonio Juliano     |
|    | Italia (bandiera)    | C     | Vincenzo Montefusco |
|    | Italia (bandiera)    | C     | Angelo Spanio       |
|    | Italia (bandiera)    | A     | Gastone Bean        |
|    | Brasile (bandiera)   | A     | Cané                |
|    | Italia (bandiera)    | A     | Gianni Corelli      |
|    | Italia (bandiera)    | A     | Corrado Corradi     |
|    | Italia (bandiera)    | A     | Giovanni Fanello    |
|    | Argentina (bandiera) | A     | Juan Carlos Tacchi  |

## Calciomercato
| Acquisti | Acquisti         | Acquisti | Acquisti   |
| R.       | Nome             | da       | Modalità   |
| -------- | ---------------- | -------- | ---------- |
| D        | Pietro Adorni    | Palermo  | definitivo |
| P        | Claudio Bandoni  | Palermo  | definitivo |
| A        | Gastone Bean     | Genoa    | definitivo |
| A        | Giovanni Fanello | Catania  | definitivo |
| D        | Dino Panzanato   | Modena   | definitivo |
| C        | Angelo Spanio    | Parma    | definitivo |

| Cessioni | Cessioni         | Cessioni     | Cessioni   |
| R.       | Nome             | a            | Modalità   |
| -------- | ---------------- | ------------ | ---------- |
| A        | Glauco Gilardoni | Genoa        | definitivo |
| P        | Walter Pontel    | Palermo      | definitivo |
| A        | Adelmo Prenna    | Massiminiana | prestito   |

## Risultati

### Serie B

#### Girone di andata
| Arbitro: | Marengo (Chiavari) |

|             |           |             |
| Giraudo 50’ | Marcatori | 61’ Bettini |

| Arbitro: | Barolo (Bassano del Grappa) |

|                                                 |           |  |
| Cané 5’, 76’ (rig.) 85’ Fanello 12’ Juliano 62’ | Marcatori |  |

| Arbitro: | Righetti (Torino) |

|  |           |             |
|  | Marcatori | 73’ Juliano |

| Napoli 4 ottobre 1964 4ª giornata | Napoli         | 0 – 0 | SPAL | Stadio San Paolo\| Arbitro: \| Pieroni (Roma) \| |
| Arbitro:                          | Pieroni (Roma) |       |      |                                                  |

| Verona 11 ottobre 1964 5ª giornata | Verona           | 0 – 0 | Napoli | Stadio Marcantonio Bentegodi\| Arbitro: \| Piantoni (Terni) \| |
| Arbitro:                           | Piantoni (Terni) |       |        |                                                                |

| Arbitro: | Carminati (Milano) |

|               |           |          |
| Cavicchia 42’ | Marcatori | 48’ Cané |

| Arbitro: | Laureti (Rimini) |

|                                     |           |  |
| Corelli 40’ Fanello 50’ Giraudo 80’ | Marcatori |  |

| Arbitro: | Gonella (Torino) |

|               |           |          |
| Marchioro 38’ | Marcatori | 20’ Cané |

| Arbitro: | Monti (Ancona) |

|              |           |  |
| Lombardo 75’ | Marcatori |  |

| Arbitro: | Schinetti (Brescia) |

|             |           |                |
| Giraudo 73’ | Marcatori | 77’ Mascalaito |

| Arbitro: | Gonella (Torino) |

|                   |           |            |
| S. Bercellino 61’ | Marcatori | 68’ Tacchi |

| Napoli 6 dicembre 1964 12ª giornata | Napoli             | 0 – 0 | Venezia | Stadio San Paolo\| Arbitro: \| Carminati (Milano) \| |
| Arbitro:                            | Carminati (Milano) |       |         |                                                      |

| Arbitro: | Varazzani (Parma) |

|  |           |                       |
|  | Marcatori | 73’, 6’ (rig.) Spanio |

| Napoli 20 dicembre 1964 14ª giornata | Napoli            | 0 – 0 | Lecco | Stadio San Paolo\| Arbitro: \| Angonese (Mestre) \| |
| Arbitro:                             | Angonese (Mestre) |       |       |                                                     |

| Arbitro: | Righetti (Torino) |

|                      |           |           |
| Cané 18’ Corelli 21’ | Marcatori | 34’ Troja |

| Arbitro: | Gonella (Torino) |

|                                       |           |             |
| Veneranda 5’ Maestri 6’, 75’ Lodi 81’ | Marcatori | 51’ Corelli |

| Napoli 17 gennaio 1965 17ª giornata | Napoli         | 0 – 0 | Reggiana | Stadio San Paolo\| Arbitro: \| Nobilia (Roma) \| |
| Arbitro:                            | Nobilia (Roma) |       |          |                                                  |

| Arbitro: | Acernese (Roma) |

|                   |           |            |
| De Nardi 17’, 85’ | Marcatori | 69’ Tacchi |

| Arbitro: | Palazzo (Palermo) |

|                        |           |  |
| Fanello 20’ Tacchi 77’ | Marcatori |  |

#### Girone di ritorno
| Arbitro: | Carminati (Milano) |

|                   |           |  |
| Di Cristofaro 65’ | Marcatori |  |

| Arbitro: | Di Tonno (Lecce) |

|             |           |                   |
| Cristin 45’ | Marcatori | 62’ (rig.) Spanio |

| Arbitro: | Politano (Cuneo) |

|             |           |  |
| Bolzoni 75’ | Marcatori |  |

| Ferrara 28 febbraio 1965 23ª giornata | SPAL                        | 0 – 0 | Napoli | Stadio Comunale\| Arbitro: \| Barolo (Bassano del Grappa) \| |
| Arbitro:                              | Barolo (Bassano del Grappa) |       |        |                                                              |

| Arbitro: | Laureti (Rimini) |

|                       |           |  |
| Adorni 36’ Tacchi 42’ | Marcatori |  |

| Arbitro: | Orlando (Bergamo) |

|  |           |              |
|  | Marcatori | 24’ Abbatini |

| Arbitro: | Marengo (Chiavari) |

|  |           |                   |
|  | Marcatori | 36’ Cané 44’ Bean |

| Arbitro: | Sebastio (Taranto) |

|                     |           |  |
| Cané 43’ Spanio 71’ | Marcatori |  |

| Arbitro: | Gussoni (Tradate) |

|            |           |  |
| Ronzon 63’ | Marcatori |  |

| Arbitro: | Barolo (Bassano del Grappa) |

|  |           |             |
|  | Marcatori | 89’ Fanello |

| Napoli 25 aprile 1965 30ª giornata | Napoli            | 0 – 0 | Potenza | Stadio San Paolo\| Arbitro: \| Righetti (Torino) \| |
| Arbitro:                           | Righetti (Torino) |       |         |                                                     |

| Venezia 2 maggio 1965 31ª giornata | Venezia           | 0 – 0 | Napoli | Stadio Pierluigi Penzo\| Arbitro: \| D'Agostini (Roma) \| |
| Arbitro:                           | D'Agostini (Roma) |       |        |                                                           |

| Arbitro: | Gonella (Torino) |

|                    |           |  |
| Bean 42’, 80’, 82’ | Marcatori |  |

| Arbitro: | De Marchi (Pordenone) |

|                                               |           |  |
| Mistone 10’ (aut.) Innocenti 67’ Fracassa 76’ | Marcatori |  |

| Palermo 23 maggio 1965 34ª giornata | Palermo           | 0 – 0 | Napoli | Stadio La Favorita\| Arbitro: \| Varazzani (Parma) \| |
| Arbitro:                            | Varazzani (Parma) |       |        |                                                       |

| Arbitro: | Politano (Cuneo) |

|                                     |           |  |
| Cané 2’, 51’ Fraschini 22’ Bean 73’ | Marcatori |  |

| Arbitro: | D'Agostini (Roma) |

|             |           |          |
| Recagni 16’ | Marcatori | 40’ Bean |

| Arbitro: | Sbardella (Roma) |

|                     |           |  |
| Gatti 6’ Spanio 47’ | Marcatori |  |

| Arbitro: | De Marchi (Pordenone) |

|                |           |                        |
| R. Zurlini 80’ | Marcatori | 49’, 70’ Cané 51’ Bean |

### Coppa Italia
| Arbitro: | Rancher (Roma) |

|                        |           |             |
| Bean 6’ Panzanato 117’ | Marcatori | 80’ Benatti |

| Roma 23 ottobre 1964 Turno di qualificazione | Lazio              | 0 – 0 (d.t.s.) Passa il turno il Napoli dopo sorteggio | Napoli | Stadio Olimpico\| Arbitro: \| Marchiori (Padova) \| |
| Arbitro:                                     | Marchiori (Padova) |                                                        |        |                                                     |

| Arbitro: | Orlando (Bergamo) |

|                               |           |                 |
| Cané 53’ (rig.) Panzanato 98’ | Marcatori | 45’ Di Giovanni |

| Arbitro: | Carminati (Milano) |

|          |           |  |
| Cané 40’ | Marcatori |  |

| Arbitro: | Roversi (Bologna) |

|          |           |                          |
| Cané 72’ | Marcatori | 14’ De Sisti 57’ Salvori |

## Statistiche

### Statistiche di squadra
| Competizione | Punti | In casa | In casa | In casa | In casa | In casa | In casa | In trasferta | In trasferta | In trasferta | In trasferta | In trasferta | In trasferta | Totale | Totale | Totale | Totale | Totale | Totale | DR  |
| Competizione | Punti | G       | V       | N       | P       | Gf      | Gs      | G            | V            | N            | P            | Gf           | Gs           | G      | V      | N      | P      | Gf     | Gs     | DR  |
| ------------ | ----- | ------- | ------- | ------- | ------- | ------- | ------- | ------------ | ------------ | ------------ | ------------ | ------------ | ------------ | ------ | ------ | ------ | ------ | ------ | ------ | --- |
| Serie B      | 48    | 19      | 11      | 7       | 1       | 29      | 4       | 19           | 5            | 9            | 5            | 16           | 17           | 38     | 16     | 16     | 6      | 45     | 21     | +24 |
| Coppa Italia | -     | 4       | 3       | 0       | 1       | 6       | 4       | 1            | 0            | 1            | 0            | 0            | 0            | 5      | 3      | 1      | 1      | 6      | 4      | +2  |
| Totale       | -     | 23      | 14      | 7       | 2       | 35      | 8       | 20           | 5            | 10           | 5            | 16           | 17           | 43     | 19     | 17     | 7      | 51     | 25     | +26 |

### Andamento in campionato
| Giornata  | 1 | 2 | 3 | 4 | 5 | 6 | 7 | 8 | 9 | 10 | 11 | 12 | 13 | 14 | 15 | 16 | 17 | 18 | 19 | 20 | 21 | 22 | 23 | 24 | 25 | 26 | 27 | 28 | 29 | 30 | 31 | 32 | 33 | 34 | 35 | 36 | 37 | 38 |
| --------- | - | - | - | - | - | - | - | - | - | -- | -- | -- | -- | -- | -- | -- | -- | -- | -- | -- | -- | -- | -- | -- | -- | -- | -- | -- | -- | -- | -- | -- | -- | -- | -- | -- | -- | -- |
| Luogo     | C | C | T | C | T | T | C | T | T | C  | T  | C  | T  | T  | C  | T  | C  | T  | C  | T  | T  | C  | T  | C  | C  | T  | C  | T  | T  | C  | T  | C  | T  | T  | C  | T  | C  | T  |
| Risultato | N | V | V | N | N | N | V | N | S | N  | N  | N  | V  | N  | V  | S  | N  | S  | V  | S  | N  | V  | N  | V  | S  | V  | V  | V  | V  | N  | N  | V  | S  | N  | V  | N  | V  | V  |
| Posizione | 9 | 3 | 2 | 3 | 3 | 2 | 1 | 1 | 6 | 5  | 6  | 5  | 4  | 4  | 4  | 5  | 3  | 6  | 3  | 7  | 5  | 3  | 5  | 3  | 5  | 4  | 2  | 2  | 2  | 2  | 2  | 2  | 2  | 3  | 2  | 3  | 3  | 2  |

Fonte:  Serie B – Classifica, su calcio-seriea.net.
Legenda:

Luogo: C = Casa; T = Trasferta. Risultato: V = Vittoria; N = Pareggio; P = Sconfitta.

### Statistiche dei giocatori
| Giocatore     | Serie B  | Serie B | Coppa Italia | Coppa Italia | Totale   | Totale |
| Giocatore     | Presenze | Reti    | Presenze     | Reti         | Presenze | Reti   |
| ------------- | -------- | ------- | ------------ | ------------ | -------- | ------ |
| P. Adorni     | 30       | 1       | 4            | 0            | 34       | 1      |
| C. Bandoni    | 38       | -21     | 1            | -1           | 39       | -22    |
| G. Bean       | 16       | 7       | 3            | 1            | 19       | 8      |
| G. Bolzoni    | 9        | 1       | 2            | 0            | 11       | 1      |
| J. F. Cané    | 29       | 12      | 5            | 3            | 34       | 15     |
| G. Corelli    | 11       | 3       | 5            | 0            | 16       | 3      |
| C. Corradi    | 5        | 0       | 1            | 0            | 6        | 0      |
| P. Cuman      | 0        | 0       | 4            | -3           | 4        | -3     |
| V. Damiano    | 0        | 0       | 1            | 0            | 1        | 0      |
| F. Emoli      | 24       | 0       | 2            | 0            | 26       | 0      |
| G. Fanello    | 23       | 4       | 3            | 0            | 26       | 4      |
| A. Fraschini  | 9        | 1       | 0            | 0            | 9        | 1      |
| M. Gatti      | 24       | 1       | 1            | 0            | 25       | 1      |
| A. Girardo    | 21       | 3       | 3            | 0            | 24       | 3      |
| A. Juliano    | 27       | 2       | 1            | 0            | 28       | 2      |
| D. Mistone    | 18       | 0       | 4            | 0            | 22       | 0      |
| V. Montefusco | 20       | 0       | 3            | 0            | 23       | 0      |
| D. Panzanato  | 22       | 0       | 3            | 2            | 25       | 2      |
| P. Ronzon     | 38       | 1       | 5            | 0            | 43       | 1      |
| A. Spanio     | 21       | 5       | 5            | 0            | 26       | 5      |
| J. C. Tacchi  | 18       | 4       | 0            | 0            | 18       | 4      |
| M. Zurlini    | 15       | 0       | 1            | 0            | 16       | 0      |